# Kölån (Österdalälven)
Kölån (Österdalälven) este o arie protejată (arie specială de conservare — SAC, sit de importanță comunitară — SCI) din Suedia întinsă pe o suprafață de 255,8 ha, integral pe uscat.

## Localizare
Centrul sitului Kölån (Österdalälven) este situat la coordonatele 62°09′36″N 12°56′51″E / 62.16°N 12.9476°E.

## Înființare
Situl Kölån (Österdalälven) a fost declarat sit de importanță comunitară în mai 2000 pentru a proteja un număr necunoscut de specii din flora spontană și fauna sălbatică aflate în arealul zonei. Situl a fost protejat și ca arie specială de conservare în decembrie 2009.

## Biodiversitate
Situată în ecoregiunea alpină, aria protejată conține 2 habitate naturale: Râuri de munte și vegetația erbacee de pe malurile acestora, Ape stătătoare oligotrofe până la mezotrofe, cu vegetație de Littorelletea uniflorae și/sau de Isoëto-Nanojuncetea.
La baza desemnării sitului se află un număr nedeclarat de specii protejate.